# Ernst Goldenbaum
Ernst Goldenbaum (Parchim, 1898. december 15. – Berlin, 1990. március 13.) német politikus.
Az első világháborúban a hadseregben szolgált, részt vett az 1918–19-es németországi forradalomban.
1924 és 1932 között Mecklenburg-Schwerin tartományi parlamentjének tagja volt, 1932 és 1933 közt egy kommunista lapot szerkesztett. A nácik nyomására gazdálkodó lett, de továbbra is az ellenállásban maradt.
1944-ben a neuengammei koncentrációs táborba került. 1945. május 3-án azon kevesek között volt, akik túlélték az SS Cap Arcona elsüllyesztését. Röviddel ezután Parchim polgármestere lett.
1948-ban csatlakozott a Német Szocialista Egységpárthoz és a Német Demokratikus Parasztpárt (DBD) társutas párt egyik alapítója lett.
1949 és 1982 közt az NDK parlamentjének, a Volkskammernek tagja volt.